# Wiktor Butakow
Wiktor Wasiljewicz Butakow (ros. Виктор Васильевич Бутаков; ur. 8 lutego 1928 w Bażenowie, zm. 19 czerwca 1997 w Jekaterynburgu) – rosyjski biathlonista reprezentujący ZSRR. Największy sukces w karierze osiągnął w 1958 roku, kiedy wspólnie z Dmitrijem Sokołowem, Aleksandrem Gubinem i Walentinem Pszenicynem zdobył srebrny medal w sztafecie podczas mistrzostw świata w Saalfelden. Na tych samych mistrzostwach był też trzeci w biegu indywidualnym, przegrywając tylko z dwoma Szwedami: Adolfem Wiklundem i Olle Gunneriussonem. Były to jego jedyne starty na międzynarodowych imprezach tej rangi. Nigdy nie wystąpił na igrzyskach olimpijskich. Nigdy też nie wystartował w zawodach Pucharu Świata.
Na arenie krajowej zdobył trzy tytuły wicemistrza ZSRR: w latach 1958-1960.

## Osiągnięcia

### Mistrzostwa świata
| Rok  | Miejscowość | Konkurencje | Konkurencje | Konkurencje | Konkurencje | Konkurencje | Konkurencje | Konkurencje |
| Rok  | Miejscowość | IN          | SP          | PU          | MS          | RL          | MR          | SR          |
| ---- | ----------- | ----------- | ----------- | ----------- | ----------- | ----------- | ----------- | ----------- |
| 1958 | Saalfelden  | 3.          | nd.         | nd.         | nd.         | 2.          | nd.         | –           |